# Albligen
Albligen är en ort i kommunen Schwarzenburg i kantonen Bern, Schweiz. 
Tidigare var Albligen en egen kommun, men 1 januari 2011 bildades kommunen Schwarzenburg genom en sammanslagning av kommunerna Albligen och Wahlern.